# Lars Andersson (Radsportler)

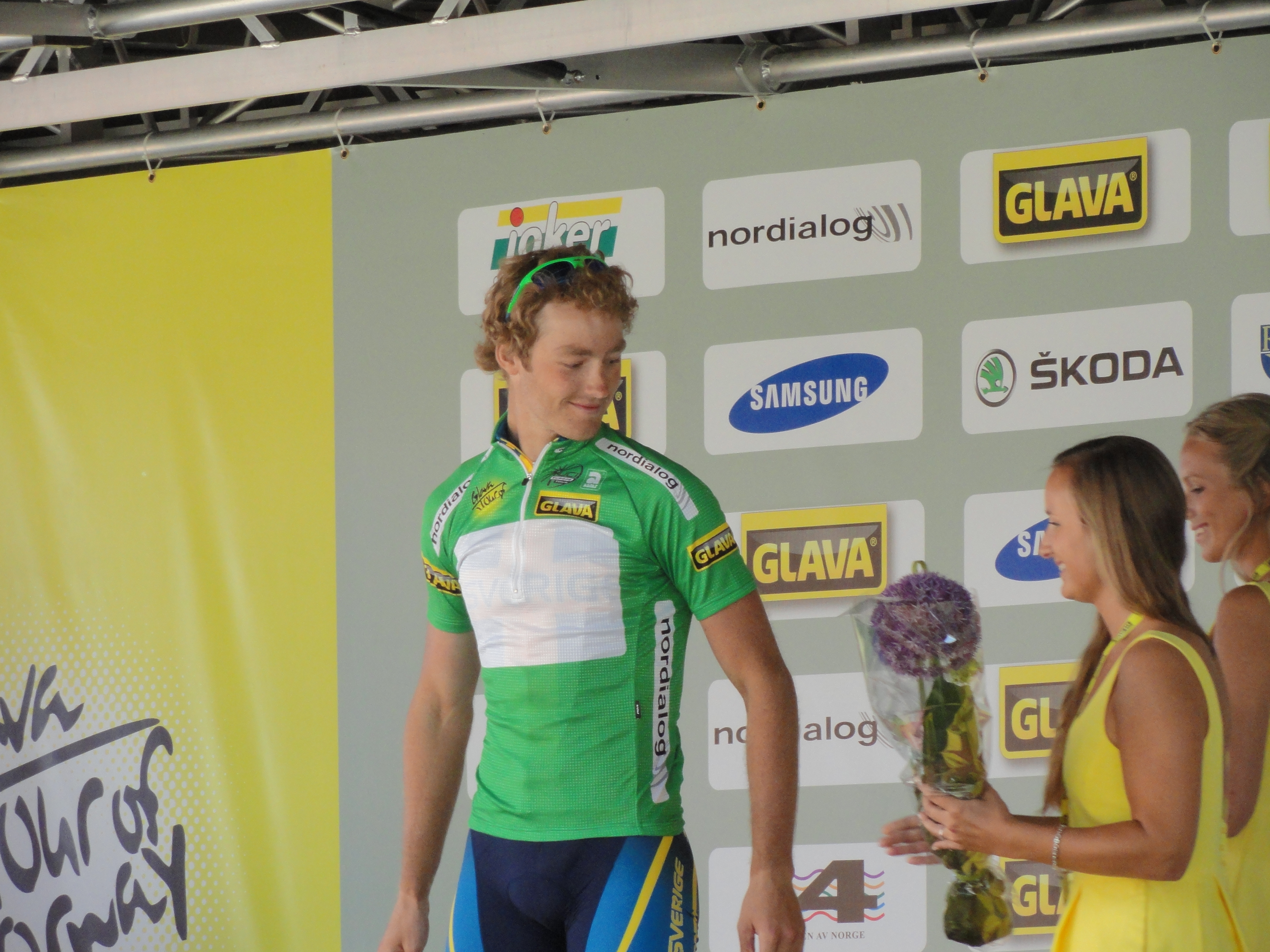
Lars Andersson bei der Tour of Norway 2011

Lars Andersson (* 18. Februar 1988) ist ein ehemaliger schwedischer Radrennfahrer.
Lars Andersson begann seine Karriere 2008 bei dem norwegischen Team Trek-Adecco. In seinem ersten Jahr dort gewann er eine Etappe beim Oslo Sykkelfestival und wurde Zweiter der Gesamtwertung. In der Saison 2011 war er bei einem Teilstück der Skånes 2 dagars erfolgreich und wurde Gesamtdritter. Bei der Tour of Norway gewann er die Punktewertung. 2012 wechselte Andersson zum Team Concordia Forsikring-Himmerland, wo er eine Etappe bei der Tour d’Algérie gewann. Außerdem wurde er schwedischer Vizemeister im Straßenrennen hinter dem Sieger Christofer Stevenson. 2014 beendete er seine Karriere beim Continental Team Firefighters Upsala CK.

## Erfolge
2012
- eine Etappe Tour d’Algérie

## Teams
- 2008 Team Trek-Adecco (ab 16. Februar)
- 2009 Team Trek Adecco
- 2010 Team Örebro Örebrocyklisterna
- 2011 Nordic Eco-Vallentuna Cycling Team
- 2012 Team Concordia Forsikring-Himmerland
- 2013 Concordia Forsikring-Riwal
- 2014 FireFighters Upsala CK